# Suite no 3 d'Enesco
La Suite no 3 dite « Pièces impromptues », op. 18, pour piano est une suite pour piano composée par Georges Enesco entre juin 1913 et juillet 1916. 

## Contexte
Il s'agit de la « troisième suite » pour piano du musicien. Elle ne fut jamais jouée de son vivant, la partition n'ayant été retrouvée qu'après 1955. Elle comporte sept parties et son exécution dure environ trente-cinq minutes. 
Moins unitaire que sa deuxième suite, l'œuvre fait plus appel à des thèmes folkloriques roumains, même si elle comporte des réminiscences romantiques (Appassionato). Les deux dernières pièces liées entre elles (Choral et Carillon nocturne), qui sont délivrées de toutes influences françaises, germaniques, néoclassiques ou romantiques, constituent l'un des joyaux de l'œuvre pianistique du compositeur.

## Structure
L'œuvre comporte sept pièces :
1. Mélodie
2. Voix de la steppe
3. Mazurka mélancolique
4. Burlesque
5. Appassionato
6. Choral
7. Carillon nocturne